# Сколоменд
Сколоменд — предположительно, предок (дед?), или тесть великого князя литовского Гедимина, известный по словам Андрея Ольгердовича, приводимым в «Задонщине»:
Молвяше Андреи Олгордович своему брату: «Брате Дмитреи, сами есмя собе два браты, с(ы)н(о)ве Олгордовы, а внуки мы Доментовы, а правнуки есми Сколомендовы…
В Кирилло-Белозерском списке:
Молвяше Андреи к своему брату Дмитрею: «Сама есмя два брата, дети Вольярдовы, внучата Едиментовы, правнучата Сколдимеровы…
Другие известия о Сколоменде либо о каком-нибудь другом отце Гедимина отсутствуют. В Любецком синодике упоминается некий князь Гамант (Гимонт), возможно, тождественный Сколоменду. По Никоновской летописи на дочери Гаманта Елене был женат Андриан Титович, князь звенигородский. Считается, что Андриан Титович и Андриан Мстиславич Козельский, известный по Воскресенской летописи, одно и то же лицо. По описи имущества митрополита Феогноста князь Андриан Мстиславич Козельский был женат на сестре или дочери Гедимина.

В год 6756 (1248). Воевали ятвяги около Охоже и Бусовна и всю страну ту покорили, пока ещё Холм не был поставлен Даниилом. Василько погнался за ними из Владимира, настиг их у Дорогичина на третий день пути из Владимира. В то время, когда они бились у дорогичинских ворот, и настиг их Василько. Они повернули против Василька, но, не выдержав натиска его, с божьей помощью, обратились в бегство злые язычники. И нещадно избивали их, и гнали их много поприщ, и было убито сорок князей, и многие другие были убиты, и не устояли ятвяги. И послал Василько весть об этом брату своему в Галич. И была большая радость в Галиче в тот день. Василько был среднего роста, отличался умом и храбростью; он много раз сам побеждал язычников, и много раз Даниил и Василько посылали войска на них. Так Скомонд и Борут, свирепые воины, были убиты посланными. Скомонд был волхв и знаменитый гадатель по птицам; скорый, как зверь, пешком ходя, он завоевал Пинскую землю и другие области; и был убит нечестивый, и голова его была воткнута на кол. И в другие времена, по божьей милости, перебиты были поганые, о которых не хотим писать, — так много их было…. И так они шли, разоряя и сжигая землю Ятвяжскую, и когда перешли реку Олег, то хотели остановиться в лощине; увидев это, князь Даниил воскликнул, сказав: «О мужи-воины! Разве вы не знаете, что христианская сила в широком пространстве, а поганым — в узком, им привычна битва в лесу». И они прошли теснину, захватывая врагов в плен, и вышли в чистое поле, и встали станом. Ятвяги же, несмотря ни на что, нападали на них, а русские и ляхи гонялись за ними, и многие князья ятвяжские были убиты; и гнали их до реки Олега (Лыка), и прекратилась битва.
По мнению ряда исследователей, Сколоменд тождественен ятвяжскому князю Скалманту (англ.Skomantas of Sudovia), известному по «Хронике земли Прусской» Петра фон Дусбурга.